# Mexikói hikoridió
A mexikói hikoridió (Carya palmeri) a bükkfavirágúak (Fagales) rendjében a diófafélék (Juglandaceae) családjába tartozó hikoridió (Carya) nemzetségben a pekán-hikorik (Apocarya) fajcsoportjának egyik, kevéssé ismert faja.

## Származása, elterjedése
Amint erre magyar neve is utal, az atlantikus–észak-amerikai flóraterület az atlanti–mexikói flóratartomány déli peremén endemikus. A gyakorlatban ez azt jelenti, hogy Mexikó Új-León, Tamaulipas és Veracruz tagállamaiban nő néhány kisebb folton.

## Megjelenése, felépítése
Megjelenése a keserű hikoridióéra (Carya cordiformis) és a szerecsendió-hikoriéra (Carya myristiciformis) hasonlít. Jellemzői a ragyogó sárga rügyek és a sima, fehéres kéreg. 
Szárnyas termésének a héja vékony (mindössze 1 mm-es), de a tekervényes dióbél keserű, gyakorlatilag ehetetlen.

## Életmódja, termőhelye
Meredek hegyoldalakon nő.

## Felhasználása
Gazdasági jelentősége nincs. Hibridje, nemesített változata nincs.